# Jesenice (Dugi Rat)
Jesenice su naselje u općini Dugi Rat u Splitsko-dalmatinskoj županiji.

## Zemljopisni položaj
Nalaze se na 43° 27' 51" sjeverne zemljopisne širine i 16° 35' 48" istočne zemljopisne dužine. Obuhvaćaju primorska mjesta od Bajnica i Krila do Sumpetra.

## Stanovništvo
| broj stanovnika | 747   | 871   | 876   | 1023  | 1234  | 1361  | 1434  | 1766  | 1627  | 1670  | 1668  | 1623  | 1777  | 2035  | 2158  | 2089  | 1978  |
|                 | 1857. | 1869. | 1880. | 1890. | 1900. | 1910. | 1921. | 1931. | 1948. | 1953. | 1961. | 1971. | 1981. | 1991. | 2001. | 2011. | 2021. |

## Povijest
Jesenice su naselje na uzvisini, na 200 – 250 m nadmorske visine koje se je vremenom spustilo prema obali. Brdski dio je napušten, kao i kod naselja Zeljovića, Kruga i Duća.

## Prosvjeta
U Jesenicama djeluje osnovna škola još od 1867. godine, a zgrada današnje škole postoji od 22. svibnja 1900. godine kad je postavljen temeljni kamen. Djelovala je do 1971. godine. Poslije su izgrađene škole u Krugu, Malom Ratu i Krilu koje su rasteretile ovu školu. Danas na Oriju djeluje OŠ Jesenice.

## Kultura
- Večer domoljubne poezije[6]
- 17 crkvâ u mjestu[6]

## Promet
Nalazi se uz Jadransku magistralu.

## Gospodarstvo
Turizam i brodarstvo.

## Poznate osobe
- Branko Klarić, hrv. pjesnik
- Duhovnikom je u Jesenicama bio don Većeslav Šupuk.
- don Frane Ivanišević, političar, etnograf, prosvjetitelj i dobrotvor
- Bogoslav Kadić, antifašist[7]
- prof. dr. Ante Kadić, književni povjesničar i esejist[8]
- Branko Kadić, hrv. književnik
- Mate Brničević, jedan od vođa Pobune mornara u Boki kotorskoj 1918.
- Jakša Ercegović, hrv. književnik
- dr. don Ante Ercegović, hrv. svećenik, biolog, botaničar i oceanograf
- Ante Lozić, partizanski borac i jedan od organizatora antifašističkog otpora[9]
- Slavko Kadić, partizanski borac i jedan od organizatora antifašističkog otpora
- Pave Brničević, antifašist
- Juraj Kapić, hrvatski pučki pisac, prosvjetitelj i preporoditelj
- Fabijan Trgo, povjesničar i general
- Petar Mikić, hrv. svećenik
- Marko Rakuljić, dobitnik Plave vrpce Vjesnika

## Spomenici i znamenitosti
- Crkva sv. Stjepana i sv. Antuna Opata
- Crkva sv. Maksima
- Gornje Jesenice, zaseok

## Vanjske poveznice
- Dugi Rat
- Dugi Rat Online!  Arhivirana inačica izvorne stranice od 12. ožujka 2008. (Wayback Machine) Povijest mjesta
- Dugi Rat Online!  Arhivirana inačica izvorne stranice od 4. ožujka 2010. (Wayback Machine) Projekt luke Krilo
- Krilo na geonames.org